# Thomas Watt Gregory
Pour les articles homonymes, voir Gregory.
Thomas Watt Gregory, né le 6 novembre 1861 à Crawfordsville (Mississippi) et mort le 26 février 1933 à New York, est un juriste et homme politique américain. Membre du Parti démocrate, il est procureur général des États-Unis entre 1914 et 1919 dans l'administration du président Woodrow Wilson.

## Biographie
Thomas Watt Gregory est né le 6 novembre 1861 à Crawfordsville dans le Mississippi. Il sort diplômé de la Southwestern Presbyterian University en 1883 avant de partir étudier en 1884 à l'université de Virginie. Il obtient son diplôme de droit à l'université du Texas à Austin et commence à exercer dès 1885 à Austin. Par la suite Gregory est devenu régent de l'université du Texas (les régents forment le collège dirigeant le système universitaire texan) pendant huit ans. En 1892, il refuse une nomination au poste d'assistant procureur général du Texas tandis que quatre ans plus tard, en 1896, il refuse de la même manière d'entrer dans la législature du Texas. En 1904, Gregory est nommé délégué à la Convention nationale démocrate de Saint-Louis et délégué du Texas à la convention de Baltimore.
Le 20 mai 1913, il est nommé assistant spécial auprès du procureur général dans les enquêtes et les procédures engagées contre les compagnies ferroviaires de New York, New Haven et Hartford. Près d'un an plus tard, le 29 août 1914 Gregory est nommé par le président Woodrow Wilson au poste de procureur général, une fonction qu'il conservera jusqu'en 1919. Son action au poste de procureur général reste controversée car son acharnement à faire disparaître les dissidences internes durant la Première Guerre mondiale a pu être vu comme une atteinte aux libertés garanties par la Constitution. Il a ainsi encouragé la surveillance extralégale organisée par l'American Protective League (une association de citoyens américains chargée, entre autres choses, d'identifier les sympathisants de la cause allemande) et a lancé des poursuites contre plus de 2000 opposants à la guerre. Gregory a d'ailleurs déclaré en 1918 : «  Il est sûr de dire que jamais dans son histoire ce pays n'a été si profondément surveillé ».
Il meurt à New York le 26 février 1933.